# 蟠龙河水库
蟠龙河水库是中国四川省资阳市乐至县蟠龙镇境内的一座水库，位于沱江小支流蟠龙河上，建于1959年。水库正常库容为1083万立方米，集雨面积为187平方千米，海拔为332米。